# Ivan Litvinovič
Ivan Uladzimiravič Litvinovič (bělorusky: Іван Уладзіміравіч Літвіновіч; * 26. června 2001 Vilejka) je běloruský gymnasta - skokan na trampolíně. V roce 2021 získal zlatou medaili na olympijských hrách 2020 v japonském Tokiu. Je rovněž dvojnásobným mistrem světa v kategorii družstev (2019, 2021) a má ze světového šampionátu jedno individuální stříbro (2019). Týmové zlato má i z mistrovství Evropy 2020. Po brutálním potlačení protilukašenkovských protestů v roce 2020 podepsal otevřený dopis na podporu Alexandra Lukašenka.